# Diccionario biográfico del socialismo español
El Diccionario biográfico del socialismo español es un diccionario editado por la Fundación Pablo Iglesias, desarrollado por estudiosos de dicha fundación y de universidades españolas. La obra está dirigida por Aurelio Martín Nájera. Abarca el periodo comprendido entre la fundación del Partido Socialista Obrero Español, en mayo de 1879, y la celebración en 1977 de las primeras elecciones generales democráticas desde 1936.
El proyecto fue puesto en marcha en 2006 con financiación parcial del Ministerio de Educación y de Ciencia e Innovación de España a través del Plan Nacional I+D+i, con el objetivo de recuperar para la historia la memoria de las personas que han formado parte del movimiento socialista en España. Cuenta con más de 45 000 biografías.